# Karl Max von Lichnowsky
Karl Max von Lichnowsky (Krzyżanowice, 8 marzo 1860 – Chuchelná, 27 febbraio 1928) è stato un diplomatico tedesco.
Fu VI principe Lichnowsky e VIII conte Lichnowsky succedendo al padre nel 1901. Fu ambasciatore tedesco a Londra dal 1912 al 1914. Durante la crisi di luglio del 1914 fece di tutto per evitare l'ingresso della Germania al fianco dell'Austria nella prima guerra mondiale. Dal 1916 sostenne che la Germania era stata la principale causa della catastrofe.

## Biografia

### L'inizio della carriera
Appartenente ad un'antica, nobile e ricca famiglia di Boemia, dopo essere stato addetto (in francese attaché) alle ambasciate di Londra e Bucarest, Lichnowsky divenne ambasciatore tedesco in Austria dal 1902 dove sostituì il principe Philipp von Eulenburg-Hertefeld. Venne, tuttavia, costretto alle dimissioni nel 1904, dopo essere stato accusato di troppa indipendenza rispetto alle direttive impostegli dal ministero degli Esteri tedesco ed essere entrato in conflitto con l'influente Friedrich von Holstein. Nel 1904 sposò la contessa Mechthilde von und zu Arco-Zinneberg. Secondo le sue memorie, nel 1912 von Lichnowsky era sul punto di ritirarsi quando fu chiamato a capo dell'ambasciata di Londra, dove rimase fino al 1914, cioè fino allo scoppio della prima guerra mondiale.

### La crisi del 1914
Durante la crisi di luglio del 1914, Lichnowsky fu l'unico diplomatico tedesco a fare obiezioni circa il sostegno dato dalla Germania alla guerra austro-serba, affermando che la Gran Bretagna sarebbe intervenuta nel conflitto agendo sul continente. Il 25 luglio implorò il governo tedesco di accettare l'offerta della mediazione inglese nella disputa austro-serba. Il 27 luglio avvertì con un messaggio Berlino che la Germania non avrebbe potuto vincere una guerra continentale e Il 28 luglio informò il suo governo di una conferenza proposta da re Giorgio V del Regno Unito al fine di scongiurare una guerra mondiale e ancora il giorno dopo avvertì: «se la guerra dovesse scoppiare sarà una delle più grandi catastrofi mai viste al mondo». Tali consigli rimasero inascoltati e quando l'ultimo di questi messaggi raggiunse Berlino, l'esercito austriaco già bombardava Belgrado.
Rimasto a Londra durante la crisi, il 1º agosto, mentre la Germania si preparava a consegnare la dichiarazione di guerra alla Russia, Lichnowsky inviò un messaggio a Berlino nel quale si preannunciava la proposta della Gran Bretagna di non intervenire in un conflitto contro la Russia nel caso la Germania non avesse attaccato la Francia. Il messaggio precisava, inoltre, che la Gran Bretagna avrebbe garantito l'atteggiamento passivo della Francia. Ciò portò lo scompiglio nel consiglio di guerra tedesco riunito: i militari erano comunque risoluti alla guerra contro la Francia, e il kaiser Guglielmo II e il cancelliere Bethmann euforici e disposti ad una guerra contro la sola Russia. Lo stesso 1º agosto, in risposta ad un telegramma di richiesta di chiarimenti del kaiser, re Giorgio V rispondeva di credere che fosse sorto qualche malinteso tra Lichnowsky e il ministro degli Esteri britannico Edward Grey. Né Gran Bretagna, né Francia assicuravano la loro neutralità.
Quando il Regno Unito dichiarò guerra il 4 agosto 1914, Lichnowsky ricevette l'ordine di tornare in Germania, ricevendo però i pieni onori dalle guardie di Sua Maestà Britannica, un raro privilegio in quelle circostanze.

### Il pamphlet del 1916
Nel 1916 Lichnowsky fece stampare privatamente un pamphlet, My Mission to London 1912-1914 nel quale accusava il suo governo di non averlo sostenuto nel tentativo di scongiurare la prima guerra mondiale. La pubblicazione di questo pamphlet negli Stati Uniti gli valse l'espulsione dalla Camera dei signori di Prussia. Nel 1918 il rinominato "Lichnowsky Memorandum" venne pubblicato all'interno dell'opera The Disclosures from Germany a New York. Nello stesso anno venne anche pubblicato dal giornale svedese Politiken e dalla Cassel & Co. britannica. Sempre nel 1918 uscì in Italia per i tipi dei Fratelli Treves con il titolo La mia missione a Londra.
Nel pamphlet il principe Lichnowsky deplorava l'alleanza della Germania con l'Impero austro-ungarico in quanto tale azione avrebbe inevitabilmente spostato la diplomazia tedesca nell'area dei Balcani esponendola a nuove tensioni con la Russia, senza compensazioni per l'industria tedesca, né per il commercio, né per le colonie.
In contrasto con le idee di Guglielmo II che immaginava un complotto internazionale contro la Germania, Lichnowsky affermò nei suoi scritti che il ministro degli esteri inglese Edward Grey aveva dato il proprio supporto alla Germania in due spinose questioni già prima della guerra, ovvero nella divisione dell'Impero portoghese e nella costruzione della ferrovia Berlino-Baghdad, supportando la Germania nella sua politica di risoluzione delle guerre balcaniche del 1912-1913 ai danni della Russia.
Lichnowsky riassunse così le proprie idee sulle responsabilità tedesche riguardo alla prima guerra mondiale:
Nei giorni dal 23 al 30 luglio del 1914, allorché [il ministro degli Esteri russo] Sazonov affermava energicamente che non avrebbe potuto tollerare un’aggressione diretta contro la Serbia, abbiamo rifiutato la proposta inglese di mediazione, benché la Serbia, sotto la pressione della Russia e dell’Inghilterra, avesse accettato quasi per intero l’ultimatum austriaco, benché fosse facile giungere ad un accordo sui due punti in questione, e benché il conte Berchtold fosse pronto a dichiararsi soddisfatto della risposta serba.
Il 30 luglio, allorché il conte Berchtold voleva cambiare atteggiamento, e senza che l’Austria fosse attaccata, abbiamo, a proposito della mobilitazione pura e semplice dell’esercito russo, mandato un ultimatum a Pietrogrado; e il 31 luglio abbiamo dichiarato guerra alla Russia, benché lo Zar avesse dato la sua parola che non avrebbe fatto avanzare un sol uomo finché fossero continuate le trattative; abbiamo così annientato, deliberatamente, ogni possibilità di definire pacificamente il conflitto.
In presenza di questi fatti incontestabili, non è sorprendente che, fuori dalla Germania, il mondo civile tutto intero imputi a noi soli le responsabilità della guerra mondiale»
(Lichnowsky, La mia missione a Londra, Milano, 1918, pp. 87-88.)

### Ultimi anni
La pubblicazione del pamphlet, come detto, fu fonte di non poche grane per il principe, dato che in esso si sovvertivano le ragioni ufficiali che avevano provocato l'ingresso in guerra degli imperi centrali. I giornali tedeschi, anche quelli di schieramento più a sinistra, screditarono l'autore definendolo "molto vanitoso" e come "la vanità lo abbia spinto a dire qualunque cosa pensasse fosse vera. Ma anche la più grande vanità non è un motivo per cui le cose sarebbero viste e presentate in modo diverso da come apparivano all'osservatore ... ".
Tuttavia, i giornali liberaldemocratici austriaci come l'Arbeiter Zeitung nel marzo del 1918 pubblicarono degli articoli che consentivano al lettore, in modo indiretto per non incappare nelle maglie della censura, di avere un'idea sulla fondatezza delle affermazioni del diplomatico tedesco.
Lichnowsky preferì a questo punto riparare in Svizzera e tornò in patria solo a conflitto concluso.
Nonostante il credito acquisito presso gli ambienti alleati, rimase privo di ogni incarico e passò gli ultimi anni a difendere le proprie affermazioni. Morì nel 1928 nella proprietà di famiglia di Chuchelná, nel frattempo divenuta parte della Cecoslovacchia, lasciando tre figli che, unitamente ai nipoti, in seguito agli eventi bellici del successivo conflitto emigrarono in Brasile e Argentina dove ancora oggi vivono gli eredi.

## Ascendenza
|                                                    |                          |                                                          | Genitori                                              |  |  | Nonni |  |  | Bisnonni            |  |  | Trisnonni                           |  |
|                                                    |                          |                                                          |                                                       |  |  |       |  |  | Karl von Lichnowsky |  |  | Johann Carl Gottlieb von Lichnowsky |  |
|                                                    |                          |                                                          |                                                       |  |  |       |  |  | Karl von Lichnowsky |  |  | Johann Carl Gottlieb von Lichnowsky |  |
|                                                    |                          | Maria Karolina von Althann                               |                                                       |  |  |       |  |  | Karl von Lichnowsky |  |  |                                     |  |
| Eduard von Lichnowsky                              |                          |                                                          |                                                       |  |  |       |  |  | Karl von Lichnowsky |  |  |                                     |  |
|                                                    |                          | Maria Christina von Thun und Hohenstein                  | Franz von Thun und Hohenstein                         |  |  |       |  |  |                     |  |  |                                     |  |
|                                                    |                          | Maria Christina von Thun und Hohenstein                  | Franz von Thun und Hohenstein                         |  |  |       |  |  |                     |  |  |                                     |  |
|                                                    |                          | Maria Christina von Thun und Hohenstein                  | Maria Wilhelmine von Ulfeldt                          |  |  |       |  |  |                     |  |  |                                     |  |
| Karl von Lichnowsky                                |                          | Maria Christina von Thun und Hohenstein                  |                                                       |  |  |       |  |  |                     |  |  |                                     |  |
|                                                    |                          | Károly Zichy de Zics et Vázsonykő                        | István Zichy de Zics et Vázsonykő                     |  |  |       |  |  |                     |  |  |                                     |  |
|                                                    |                          | Károly Zichy de Zics et Vázsonykő                        | István Zichy de Zics et Vázsonykő                     |  |  |       |  |  |                     |  |  |                                     |  |
|                                                    |                          | Károly Zichy de Zics et Vázsonykő                        | Maria Anna Cecilia Walburga von Stubenberg            |  |  |       |  |  |                     |  |  |                                     |  |
| Eleonora Zichy de Zics et Vázsonykő                |                          | Károly Zichy de Zics et Vázsonykő                        |                                                       |  |  |       |  |  |                     |  |  |                                     |  |
|                                                    |                          | Anna Antonia von Khevenhüller-Metsch                     | Johann Sigismund Friedrich von Khevenhüller-Metsch    |  |  |       |  |  |                     |  |  |                                     |  |
|                                                    |                          | Anna Antonia von Khevenhüller-Metsch                     | Johann Sigismund Friedrich von Khevenhüller-Metsch    |  |  |       |  |  |                     |  |  |                                     |  |
|                                                    |                          | Anna Antonia von Khevenhüller-Metsch                     | Marie Amalie von Liechtenstein                        |  |  |       |  |  |                     |  |  |                                     |  |
| Karl Max von Lichnowsky                            |                          | Anna Antonia von Khevenhüller-Metsch                     |                                                       |  |  |       |  |  |                     |  |  |                                     |  |
|                                                    | Auguste, IX duca di Croÿ | Anne Emmanuel de Croÿ                                    |                                                       |  |  |       |  |  |                     |  |  |                                     |  |
|                                                    | Auguste, IX duca di Croÿ | Anne Emmanuel de Croÿ                                    |                                                       |  |  |       |  |  |                     |  |  |                                     |  |
|                                                    | Auguste, IX duca di Croÿ | Auguste Friederike zu Salm-Kyrburg                       |                                                       |  |  |       |  |  |                     |  |  |                                     |  |
| Philipp von Croÿ                                   | Auguste, IX duca di Croÿ |                                                          |                                                       |  |  |       |  |  |                     |  |  |                                     |  |
|                                                    |                          | Anne-Victurnienne-Henriette de Rochechouart de Mortemart | Victurnien-Jean-Baptiste de Rochechouart de Mortemart |  |  |       |  |  |                     |  |  |                                     |  |
|                                                    |                          | Anne-Victurnienne-Henriette de Rochechouart de Mortemart | Victurnien-Jean-Baptiste de Rochechouart de Mortemart |  |  |       |  |  |                     |  |  |                                     |  |
|                                                    |                          | Anne-Victurnienne-Henriette de Rochechouart de Mortemart | Anne-Catherine-Gabrielle d'Harcourt                   |  |  |       |  |  |                     |  |  |                                     |  |
| Marie von Croÿ                                     |                          | Anne-Victurnienne-Henriette de Rochechouart de Mortemart |                                                       |  |  |       |  |  |                     |  |  |                                     |  |
|                                                    |                          | Konstantin zu Salm-Salm                                  | Maximilian zu Salm-Salm                               |  |  |       |  |  |                     |  |  |                                     |  |
|                                                    |                          | Konstantin zu Salm-Salm                                  | Maximilian zu Salm-Salm                               |  |  |       |  |  |                     |  |  |                                     |  |
|                                                    |                          | Konstantin zu Salm-Salm                                  | Maria Louise von Hessen-Rheinfels-Rotenburg           |  |  |       |  |  |                     |  |  |                                     |  |
| Johanna Wilhelmine Auguste Prinzessin zu Salm-Salm |                          | Konstantin zu Salm-Salm                                  |                                                       |  |  |       |  |  |                     |  |  |                                     |  |
|                                                    |                          | Maria Walburga von Sternberg-Manderscheid                | Franz Christian von Sternberg                         |  |  |       |  |  |                     |  |  |                                     |  |
|                                                    |                          | Maria Walburga von Sternberg-Manderscheid                | Franz Christian von Sternberg                         |  |  |       |  |  |                     |  |  |                                     |  |
|                                                    |                          | Maria Walburga von Sternberg-Manderscheid                | Augusta Leopoldine von Manderscheid-Blankenheim       |  |  |       |  |  |                     |  |  |                                     |  |
|                                                    |                          | Maria Walburga von Sternberg-Manderscheid                |                                                       |  |  |       |  |  |                     |  |  |                                     |  |